# Планинска спасителна служба
Планинската спасителна служба, съкратено ПСС, е специализирана организация в състава на Българския червен кръст (БЧК).
Организацията се занимава с планинско спасяване. Развива своята дейност на основание на Закона за БЧК (от 27.09.1995 г.), Устава на БЧК и Правилника за устройството и дейността на ПСС. Член е на Международната организация за планинско спасяване (International Commission for Alpine Rescue, ICAR) от 1971 г.

## История
ПСС е създадена през ноември 1933 г. от членове на Българския алпийски клуб (БАК), Българския туристически съюз (БТС), Юношески туристически съюз (ЮТС) и Софийския ски-клуб. В организационния комитет влизат първооснователите: Емануил Шаранков, Боян Стамов, Любен Телчаров, Александър Белковски, Васил Радев и малко по-късно се включват Иван Боров, Никола Миронски, Никола Бошнаков.
В първите години дейността е била много слаба, материалната база – нищожна, липсвали средства. През 1935 – 1938 г. Службата се активизира, оборудва аптечни пунктове на хижите Алеко, Кумата и Момина скала на Витоша. Създадена е и организация на спасителни команди, които включват четирима спасители и лекар. В почивните дни тези команди дават дежурства в горните хижи. През 1938 г. излиза и първият „Правилникъ на ПСС“. Комитет под ръководството на Любен Тодоринов оглавява ПСС през 1940 г. и установява сътрудничество с Българския младежки Червен кръст (БМЧК). Постигната е спогодба за общ ръководен комитет и за участие на лекари от БМЧК в спасителните команди. В периода 1942 – 1943 г. се преминава постепенно към нова организация на работа. БТС отпуска 150 000 лева и с тях се купуват съоръжения и спортно облекло. По проект на Константин Саваджиев се изработва нов тип по-лека шейна за транспортиране на пострадали. През зимата на 1943 г. вече са свалени 14 тежко пострадали скиори от Витоша до болницата на Червения кръст. Изработен е и се носи от спасителите първият служебен знак на ПСС – зелен кръст с еделвайс.
След войната с помощта на централното ръководство на ПСС, са създадени и първите спасителни отряди в провинцията – в Самоков през 1948 г. и в Пловдив през 1949 г. През 1951 г. по решение на БТС, БЧК, БСФС и ПСС Планинската спасителна служба преминава към Българския Червен кръст. Целта е да се постигне ефективна форма за субсидиране на дейността, развитие на структурата и установяване на независима позиция извън структурата на БТС и БСФС. В периода до 1965 г. са създадени общо 28 спасителни отряда. Обучени са повече от 300 планински спасители. Излизат и държавни документи, които регламентират дейността и организацията. Това са:
- Разпореждане №1903 от 13.12.1958 г. на МС за уреждане на някои въпроси на Планинската спасителна служба при БЧК.
- Разпореждане №316 от 8.10.1964 г. на МС за уреждане на някои въпроси на ПСС при БЧК.
- Разпореждане №104 от 21.03.1972 г. на МС за подобряване на Планинската контролно-спасителна служба.

През 1971 г. ПСС е приета за член на Международната организация по планинско спасяване (съкратено МОПС и ИКАР от наименованието на английски). Тя е 6-ят член, приета в тази организация. Нейните представители от онова време са доказвали ефективността на организацията с много документи, цифри и факти за наличие на структура и за оказана помощ. Оттогава ПСС е редовен член на ИКАР. Това членство дава достъп до техниката и тактиката на алпийското планинско спасяване, методиката на съвременното обучение, ефективните съоръжения и екипировка за спасителна дейност. По този начин в периода 1971 – 1980 г. в ПСС настъпва осъвременяване и модернизация на спасителното дело. Поставя се началото на обучението на спасителните кучета за търсене на затрупани от лавини (1974 г.), началото на оказване на помощ от въздуха с помощта на хеликоптери (1975 г.). Десетки са инструкторите, работили всеотдайно за модернизирането на ПСС, стотици млади хора – курсисти, бяха обучени и станаха спасители. От това славно време с поклон трябва да споменем имената на Кирил Петров (1930 – 1997 г.) – началник на службата, допринесъл много за съвременната организация на ПСС и развитието на групата на спасителните кучета и Петър Москов (УЧИТЕЛЯТ), главен инструктор на ПСС (1930 – 1985 г.), допринесъл изключително много за навлизането и овладяването на съвременната техника и тактика на планинското спасяване, автор на първия учебник за планинско спасяване в България.

### Задачи
Съобразно компетенцията си Планинската спасителна служба изпълнява следните специфични задачи:
- Оказва помощ на пострадалите в планините.
- Развива профилактична и контролна дейност за предотвратяване на нещастията в планините.
- Провежда търсене на изгубени и транспортиране на пострадали в планините.
- Извършва обучението и квалификацията на планинските спасители.
- Организира и поддържа експлоатацията на спасителните постове.
- Съдейства при опазването на околната среда.
- Съдейства и участва заедно с други специализирани служби при ликвидиране на последици от бедствия, аварии, катастрофи съобразно компетенциите си.
- Провежда търсене и транспортиране на трупове в трудно достъпни планински терени по искане на компетентни органи.

### Планински спасители
ПСС извършва своята оперативна работа с 600 действащи планински спасители разпределени в 33 спасителни отряда във всички по-големи планински селища.
Кандидатите за планински спасители трябва да отговарят на следните условия:
- да имат навършени 20 години;
- да са физически и психически здрави;
- да се занимават активно със спортно-туристическа и алпийска дейност;
- да владеят ски-техниката на ниво клас „С“.

Планинските спасители преминават двегодишен период на основно обучение и придобиват комплексни знания и умения за оказване на до лекарска медицинска помощ, техника и тактика на планинското спасяване, ски и алпийска техника, топография и ориентиране, съобщителна техника, транспортна техника, други специализирани знания. Освен това планинските спасители преминават през специализирани квалификационни курсове за работа в трудни планински терени, за скално спасяване, лавинно спасяване и други. На всеки 3 години планинските спасители преминават през летни и зимни атестации и чрез полагане на изпит заверяват правоспособността си.
За проверка на оперативната готовност и състояние на отрядите ежегодно се провеждат републикански технически прегледи. Една година прегледът е зимен, на следващата – летен. Прегледът е комплексен и има характер на спасителна акция и включва различни етапи като ориентиране на терен за достигане до пострадалия, оказване на до лекарска помощ и транспорт на пострадалия в сложни теренни условия.
Доброволните планински спасители работят активно на терена до 55-годишна възраст.
Доброволните спасители дават своя безвъзмезден труд в ПСС чрез участие в планови дежурства по график в почивните и празнични дни в спасителните постове в охранявания район, спасителни акции извън плановите дежурства, както и охрана на спортно-туристически прояви. В общия състав на ПСС участват и 58 лекари доброволни планински спасители. Тяхната роля е изключително важна при оказване на специализирана лекарска помощ на пострадали високо в планината, на трудно достъпни места или по време на транспорта към болничното заведение. Те участват активно и в медицинската подготовка на спасителите.

### Структура
Висшият ръководен орган на ПСС е Делегатското събрание (ДС) на планинските спасители. То се формира на делегатски принцип от спасителите от всички отряди. ДС избира Председател на ПСС и Управителен съвет за ръководство. Оперативното управление се извършва от Управление „ПСС“ в Секретариата на БЧК в София.

### Спасителни отряди
- ПСС град Априлци – Централна Стара планина[1]
- ПСС град Банско – Пирин
- ПСС град Берковица – Западна Стара планина
- ПСС град Благоевград – Рила
- ПСС връх Ботев – Стара планина
- ПСС Велико Търново – Средна Стара планина
- ПСС Враца – Врачанска Стара планина
- ПСС Габрово – Средна Стара планина
- ПСС Добринище – Среден Пирин
- ПСС Дупница – Рила
- ПСС Елена – Еленска Стара планина
- ПСС Казанлък – Средна Стара планина
- ПСС Калофер – Централна Стара планина
- ПСС Карлово – Централна Стара планина
- ПСС Кюстендил – Осогово
- ПСС Лакатник – Западна Стара планина
- ПСС Ловеч – Средна Стара планина
- ПСС Пловдив – Родопи, Средна Стара планина
- ПСС Разлог – Пирин
- ПСС Самоков – Рила
- ПСС Сандански – Пирин
- ПСС Севлиево – Централна Стара планина
- ПСС Сливен – Източна Стара планина
- ПСС Смолян – Родопи
- ПСС Сопот – Средна Стара планина
- ПСС София – Витоша, Западна Стара планина
- ПСС Пирдоп – Средна Стара планина
- ПСС Стара Загора – Средна Стара планина
- ПСС Тетевен – Средна Стара планина
- ПСС Троян – Централна Стара планина
- ПСС Трявна – Средна Стара планина
- ПСС Чепеларе – Родопи
- ПСС Якоруда – Рила

### Спасителна дейност
ПСС може да бъде известена за нещастие в планината с обаждане в централния денонощен пост в София на телефони 02 963 20 00, 088 710 02 37, 1470 (за абонати на Мтел и Виваком). Чрез Национална система 112. Съответните регионални служби в населени места в който има налични спасителни отряди: Полицията, Бърза помощ, общинските съвети. Чрез мобилно приложение налично за смарт-телефони.

### Планинска застраховка
Разходите на ПСС по извършване на спасителни задачи се финансира от БЧК. При желание, за подпомагане на дейността на ПСС може да се направи т.нар. Планинска застраховка в повечето големи застрахователни компании. В случаите, когато пострадалият е в критично състояние, ПСС си партнира с Центъра за спешна медицинска помощ по въздуха (ЦСМПВ) за превозването му с медицински хеликоптер. 